# Thomas Welsh
Thomas Welsh, né le 3 février 1996 à Torrance (Californie), est un joueur américain de basket-ball évoluant au poste de pivot.

## Biographie
Il est drafté en 2018 par les Nuggets de Denver en 58e position.
Le 3 juillet 2018, il signe un contrat "two-way" avec les Nuggets de Denver.
Le 31 juillet 2019, il est coupé par les Nuggets de Denver.

## Palmarès et distinctions

### Palmarès

#### En sélection nationale
- Médaillé d'or au championnat du monde des moins de 19 ans de 2015.

#### En club
- Champion de Belgique en 2021 avec Filou Oostende.
- Vainqueur de la Coupe de Belgique en 2021 avec Filou Oostende.

### Distinctions personnelles
- McDonald's All-American Team (2014)